# Le fate ignoranti
Le fate ignoranti és una pel·lícula dramàtica italiana dirigida pel director de cinema turc-italià Ferzan Özpetek. La història segueix una dona que descobreix que el seu marit recentment mort havia tingut una aventura amb un altre home.
El 2022, Disney+ va llançar una Serialització televisiva de la pel·lícula, dirigida una vegada més per Özpetek.

## Argument
Antonia, metgessa especialitzada en el tractament del SIDA, i el seu marit Massimo viuen una vida aparentment perfecta. La tranquil·la vida quotidiana de l'Antònia canvia irreparablement quan Massimo mor sobtadament, atropellat per un cotxe. El seu violent distanciament amb el seu marit la llança a un dol profund que li impedeix treballar i desafia encara més la seva relació amb la seva mare, fins i tot vídua de molt de temps. Antonia rep objectes personals de l'oficina de Massimo i descobreix un quadre, La fada ignorant, amb una declaració d'amor al dors. Això la porta a buscar el regalador, de l'existència del qual Antonia desconeixia.
Antònia descobreix una realitat molt allunyada de la seva imaginació: Massimo era bisexual i tenia una relació clandestina amb un home, Michele. L'impacte amb la vida secreta de Massimo és dramàtic, al principi és incrédula, Michele pretén ser ignorant. Aleshores culpa l'Antonia de tots els sacrificis que va fer per estar amb Massimo. Antonia decideix retrobar-se amb Michele per entendre la vida de Massimo. S'estableix una amistat ambigua entre tots dos, a través de la qual Antònia entra en contacte amb la colorida comunitat a la qual pertany Michele: amics gai, una dona transgènere, una refugiada turca, el cantant turc Emir i una autèntica dona napolitana; una mena de família extensa que viu a les golfes d'un edifici públic situat en un dels barris més característics de Roma, l'Ostiense.
Antònia comença a interactuar constantment amb el grup amb l'excusa d'ajudar l'Ernesto, un jove amic de Michele, que és seropositiu. Mitjançant el contacte i l'impacte amb la realitat que representa el grup, mitigat per compartir la memòria de Massimo, Antònia passa per un procés de maduració personal i d'alliberament de la seva rutina anterior. Comparteix records de Massimo amb Michele. Tots dos descobreixen a través de l'altre les nombroses mentides que Massimo havia dit per portar les dues vides paral·leles. L'equilibri entre tots dos es trenca, quan durant una festa, Antonia veu Michele coquetejant amb dos nois alhora, que després farà un ménage à trois. Michele ho sent com un insult quan Antonia li obsequia un llibre de Nazım Hikmet, el seu poeta favorit, que Massimo havia pretès apreciar per seduir a Michele.
La baralla entre Antonia i Michele s'acaba quan Ernesto fuig de casa. Antonia el troba, recordant on havia conegut el seu amant i convenç a Ernesto de cuidar-se d'una vegada per totes. Poc després, Antonia i Michele s'intercanvien un petó apassionat, que els fa entrar en crisi.
Aleshores, Antonia descobreix que està embarassada del fill d'en Massimo, i corre cap a casa de Michele per donar-li la bona notícia, però escolta Michele parlant amb els seus amics, on sembla que vol distanciar-se d'ella. Antonia, entristida, decideix distanciar-se de Michele. Ella fingeix acceptar l'oferta de l'Emir de viatjar, però en canvi, se'n va sola. La pel·lícula acaba amb l'Antonia marxant d'amagat.

## Repartiment
- Margherita Buy: Antonia
- Stefano Accorsi: Michele
- Serra Yılmaz: Serra
- Gabriel Garko: Ernesto
- Erika Blanc: Veronica
- Filippo Nigro: Riccardo
- Koray Candemir: Emir
- Lucrezia Valia: Mara
- Ivan Bacchi: Luciano
- Rosaria De Cicco: Luisella
- Andrea Renzi: Massimo
- Luca Calvani: Sandro
- Carmine Recano: Israele

## Producció
El director Ferzan Özpetek, nascut a Turquia l'any 1959, i que viu a Itàlia des de 1976, va crear Le fate ignoranti per retratar el tema de l'homosexualitat, que va profundament sentit a nivell personal. A la pel·lícula, descriu la solitud, la família i el despreniment causats per la pèrdua. Coproduïda amb capital francès, la pel·lícula és un dels èxits de la temporada cinematogràfica del 2001.
Stefano Accorsi i Margherita Buy van rebre el Nastro d'argento com a millors intèrprets masculins i femenins.

## Premis
- 51è Festival Internacional de Cinema de Berlín
  - Nominació Ós d'Or
- 2001 - David di Donatello
  - Nominació Millor actriu protagonista a Margherita Buy
- 2001 - Nastro d'argento
  - Millor Productor a Tilde Corsi i Gianni Romoli
  - Millor història a Ferzan Özpetek i Gianni Romoli
  - Millor actriu protagonista a Margherita Buy
  - Millor actor principal a Stefano Accorsi
  - Nominació Millor director de pel·lícula a Ferzan Özpetek
  - Nominació Millor guió a Ferzan Özpetek i Gianni Romoli
  - Nominació Millor escenografia a Bruno Cesari
  - Nominació Millor cançó original (Due destini) a Tiromancino
- 2001 - Globo d'oro
  - Millor Director a Ferzan Özpetek
  - Millor actor a Stefano Accorsi
  - Millor actriu a Margherita Buy
  - Nominació al Millor pel·lícula a Ferzan Özpetek
- 2001 – Premis del Cinema Europeu
  - Candidatura Premi del Públic al millor actor a Stefano Accorsi
  - Candidatura Premi del Públic a la millor actriu a Margherita Buy
- 2001 - Ciak d'oro
  - Millor actor protagonista a Stefano Accorsi[5]
  - Millor fotografia a Pasquale Mari[5]
  - Millor escenografia a Bruno Cesari[5]
  - Milloior manifest a Paolo Sestito[5]
- 2001 - Flaiano Film Festival
  - Miglior regia a Ferzan Özpetek
  - Millor director per a Ferzan Özpetek
  - Millor banda sonora per a Andrea Guerra
- 2001 - Festival Internacional de Cinema de Sant Sebastià
  - Premi Sebastiane a Ferzan Özpetek
- 2002 - Festival de cinema gai i lèsbic de Nova York
  - Millor pel·lícula
- 2002 - Festival Internacional de Cinema Gai i Lesbià d'Austin
  - Premi aGLIFF a Ferzan Özpetek